# Championnat du Maroc de football 2019-2020
Navigation
Édition précédente Édition suivante
La saison 2019-2020 de la Botola Pro1 est la 104e édition du Championnat du Maroc de football. Il s'agit de la 9e édition du championnat sous l'ère professionnelle. Le Raja CA remporte le 12e titre de championnat de son histoire.
Le 14 mars, la fédération royale marocaine de football annonce la suspension de tous les matchs de football, toutes catégories confondues, à cause de la propagation de la Pandémie de Covid-19 au Maroc. Le championnat reprend le 27 juillet avec la rencontre opposant le Raja CA au Difaâ Hassani d'El Jadida.

## Équipes
Légende des couleurs
- Ligue des champions de la CAF 2019-2020
- Ligue des champions de la CAF 2019-2020
- Coupe de la confédération 2019-2020
- Promu de Botola 2

| Club                              | Chiffre d'affaires (millions MAD) 2018-2019 | Classement 2018-2019 | Entraîneur         | Stade                          | Capacité | Dernière montée |
| --------------------------------- | ------------------------------------------- | -------------------- | ------------------ | ------------------------------ | -------- | --------------- |
| Wydad AC T                        | 85,1                                        | 1                    | Zoran Manojlović   | Stade Mohamed V                | 45 891   | 1942            |
| Raja Club Athletic V              | 106,5                                       | 2                    | Jamal Sellami      | Stade Mohamed V                | 45 891   | 1956            |
| Hassania d'Agadir                 |                                             | 3                    | Mustapha Ouchrif   | Stade Adrar                    | 45 480   | 1996            |
| Olympique de Safi                 | 27,5                                        | 4                    | Mohamed Guisser    | Stade El Massira               | 10 000   | 2004            |
| IR Tanger                         |                                             | 5                    | Hicham Dmii        | Stade Ibn Batouta              | 45 000   | 2015            |
| Renaissance de Berkane            |                                             | 6                    | Tarik Sektioui     | Stade municipal de Berkane     | 10 000   | 2012            |
| Youssoufia de Berrechid           | 12,3                                        | 7                    | Said Seddiki       | Stade municipal de Berrechid   | 10 000   | 2018            |
| Difaâ d'El Jadida                 | 49,2                                        | 8                    | Badou Zaki         | Stade Ben Ahmed El Abdi        | 25 000   | 2005            |
| FUS de Rabat                      |                                             | 9                    | Walid Regragui     | Stade Moulay Hassan            | 7 000    | 2004            |
| Rapide club de Oued-Zem           | 21,4                                        | 10                   | Hassan Benabicha   | Stade municipal de Oued-Zem    | 5 000    | 2017            |
| Olympique de Khouribga            |                                             | 11                   | Rachid Taoussi     | Stade du Phosphate             | 20 000   | 1995            |
| Mouloudia Club d'Oujda            | 32,9                                        | 12                   | Abdelhak Benchikha | Stade d'honneur d'Oujda        | 25 000   | 2015            |
| Moghreb de Tétouan                |                                             | 13                   | Faouzi Jamal       | Stade Saniat Rmel              | 10 000   | 2005            |
| Association sportive des FAR      |                                             | 14                   | Abderrahim Taleb   | Stade Moulay Abdallah          | 50 000   | 1959            |
| Renaissance Club Athletic Zemamra |                                             | 1er de la Botola 2   | Youssef Fertout    | Stade municipal de Zemamra     | 5 000    | 2019            |
| Raja de Beni Mellal               |                                             | 2e de la Botola 2    | Mourad Fellah      | Stade d'honneur de Beni Mellal | 12 000   | 2012            |

### Changements d'entraîneur
| Club                | Entraîneur partant   | Motif du départ     | Date de départ   | Position   | Entraîneur arrivant | Date d'arrivée   |
| ------------------- | -------------------- | ------------------- | ---------------- | ---------- | ------------------- | ---------------- |
| Raja Club Athletic  | Patrice Carteron     | Renvois             | 11 novembre 2019 | 6e         | Jamal Sellami       | 11 novembre 2019 |
| IR Tanger           | Nabil Neghiz         | Consentement mutuel | 15 novembre 2019 | Pré-saison | Hicham Dmii         | 17 novembre 2019 |
| Hassania d'Agadir   | Miguel Angel Gamondi | Consentement mutuel | 19 novembre 2019 | Pré-saison | M'hamed Fakhir      | 20 novembre 2019 |
| Raja de Beni Mellal | Mourad Fellah        | Démission           | 25 novembre 2019 | 16e        | Aziz El Amri        | 29 novembre 2019 |
| Hassania d'Agadir   | M'hamed Fakhir       | Consentement mutuel | 23 janvier 2020  | Pré-saison | Mustapha Ouchrif    | 29 janvier 2020  |

## Classement
| Rang | Équipe                | Pts | J  | G  | N  | P  | Bp | Bc | Diff |
| ---- | --------------------- | --- | -- | -- | -- | -- | -- | -- | ---- |
| 1    | Raja CA V             | 60  | 30 | 17 | 9  | 4  | 43 | 23 | +20  |
| 2    | Wydad AC T            | 59  | 30 | 17 | 8  | 5  | 52 | 28 | +24  |
| 3    | RS Berkane            | 57  | 30 | 15 | 12 | 3  | 35 | 23 | +12  |
| 4    | Fath US               | 49  | 30 | 13 | 10 | 7  | 39 | 30 | +9   |
| 5    | MC Oujda              | 48  | 30 | 12 | 12 | 6  | 35 | 28 | +7   |
| 6    | AS FAR                | 45  | 30 | 12 | 9  | 9  | 45 | 34 | +11  |
| 7    | MA Tétouan            | 40  | 30 | 10 | 10 | 10 | 30 | 27 | +3   |
| 8    | RC Oued-Zem           | 36  | 30 | 9  | 9  | 12 | 30 | 30 | 0    |
| 9    | CAY Berrechid         | 36  | 30 | 10 | 6  | 14 | 33 | 44 | -11  |
| 10   | HUS Agadir            | 36  | 30 | 9  | 9  | 12 | 34 | 38 | -4   |
| 11   | DH El Jadida          | 35  | 30 | 8  | 11 | 11 | 26 | 28 | -2   |
| 12   | RCA Zemamra P         | 34  | 30 | 8  | 10 | 12 | 40 | 41 | -1   |
| 13   | OC Safi               | 33  | 30 | 6  | 15 | 9  | 25 | 34 | -9   |
| 14   | IR Tanger             | 32  | 30 | 7  | 11 | 12 | 20 | 36 | -16  |
| 15   | OC Khouribga          | 28  | 30 | 6  | 10 | 13 | 24 | 38 | -14  |
| 16   | Raja de Beni Mellal P | 12  | 30 | 1  | 9  | 20 | 13 | 42 | -29  |

Qualifications africaines
Ligue des champions de la CAF
- 1er et 2e : premier tour

Coupe de la confédération
- 3e et 4e : tour préliminaire

Relégation
- 15e et 16e : relégation en Championnat du Maroc de football D2

Abréviations
T : Tenant du titre

V : Vice-champion 2018-2019

CdT : Vainqueur de la Coupe du Maroc de football 2019

P : Promus de Botola 2 2018-2019

## Résultats
| Résultats (▼dom., ►ext.)                                   | FAR | CAYB | RCAZ | DHJ | FUS | HUSA | IRT | RBM | MAT | MCO | OCK | OCS | RCA | RCOZ | RSB | WAC |
| AS FAR                                                     |     | 0-1  | 5-2  | 1-3 | 1-2 | 1-1  | 4-1 | 1-0 | 2-1 | 1-1 | 1-1 | 0-0 | 1-0 | 2-0  | 0-1 | 1-1 |
| CAY Berrechid                                              | 2-4 |      | 1-2  | 1-0 | 1-1 | 3-1  | 3-0 | 2-0 | 1-1 | 1-1 | 1-0 | 1-0 | 3-2 | 0-4  | 0-0 | 3-2 |
| RCA Zemamra                                                | 1-2 | 3-2  |      | 1-2 | 1-1 | 2-2  | 1-0 | 1-1 | 2-1 | 1-0 | 0-0 | 1-1 | 1-2 | 2-0  | 5-0 | 1-2 |
| DH El Jadida                                               | 1-1 | 2-1  | 2-1  |     | 1-2 | 1-2  | 1-1 | 1-0 | 2-0 | 0-0 | 1-0 | 1-1 | 0-0 | 1-1  | 0-0 | 0-1 |
| Fath US                                                    | 2-4 | 1-0  | 1-1  | 2-1 |     | 1-0  | 1-0 | 1-1 | 1-0 | 2-1 | 1-0 | 5-2 | 0-1 | 3-1  | 1-1 | 1-2 |
| HUS Agadir                                                 | 2-1 | 2-0  | 1-1  | 2-1 | 2-1 |      | 2-1 | 1-0 | 1-1 | 0-1 | 1-2 | 2-2 | 0-2 | 0-1  | 0-1 | 1-1 |
| IR Tanger                                                  | 1-1 | 1-0  | 0-0  | 0-0 | 2-1 | 0-0  |     | 0-0 | 1-0 | 0-0 | 1-1 | 1-2 | 1-4 | 0-0  | 1-1 | 0-2 |
| Raja de Beni Mellal                                        | 0-3 | 0-2  | 1-1  | 0-0 | 2-2 | 1-3  | 0-1 |     | 0-2 | 1-2 | 0-0 | 0-0 | 1-2 | 1-0  | 0-1 | 1-2 |
| MA Tétouan                                                 | 2-0 | 2-0  | 1-0  | 2-1 | 1-0 | 1-2  | 0-0 | 0-0 |     | 4-0 | 2-1 | 1-1 | 0-0 | 1-0  | 0-0 | 1-1 |
| MC Oujda                                                   | 0-2 | 3-1  | 2-1  | 1-1 | 2-1 | 2-1  | 1-0 | 1-1 | 1-0 |     | 3-0 | 1-0 | 2-2 | 1-0  | 0-1 | 1-1 |
| OC Khouribga                                               | 0-1 | 4-1  | 1-0  | 1-0 | 1-1 | 0-0  | 0-1 | 1-0 | 2-2 | 1-4 |     | 1-1 | 1-2 | 0-0  | 0-1 | 0-4 |
| OC Safi                                                    | 1-1 | 1-0  | 1-3  | 1-0 | 0-0 | 2-0  | 0-0 | 1-0 | 0-0 | 2-2 | 1-1 |     | 0-0 | 1-0  | 0-1 | 1-2 |
| Raja CA                                                    | 2-1 | 2-0  | 3-1  | 3-1 | 0-2 | 2-1  | 0-1 | 2-0 | 1-0 | 1-1 | 2-1 | 2-0 |     | 1-0  | 2-2 | 1-0 |
| RC Oued-Zem                                                | 2-2 | 0-0  | 2-1  | 1-0 | 0-0 | 2-1  | 5-3 | 3-1 | 2-1 | 0-0 | 0-1 | 3-1 | 0-0 |      | 0-0 | 1-2 |
| RS Berkane                                                 | 2-1 | 1-1  | 1-2  | 1-1 | 0-1 | 1-1  | 2-0 | 1-0 | 4-1 | 1-0 | 3-1 | 1-1 | 2-2 | 2-1  |     | 2-1 |
| Wydad AC                                                   | 1-0 | 3-1  | 1-1  | 0-1 | 1-1 | 3-2  | 4-0 | 3-0 | 2-1 | 1-1 | 3-2 | 4-1 | 0-0 | 2-1  | 0-1 |     |
| - Victoire à domicile - Match nul - Victoire à l'extérieur |     |      |      |     |     |      |     |     |     |     |     |     |     |      |     |     |

Dernière mise-à-jour à 14 octobre 2020 à 00h00 UTC

## Statistiques

### Classement des buteurs
|   | Buteurs                | Club                   | Buts |
| - | ---------------------- | ---------------------- | ---- |
| 1 | Brahim El Bahraoui     | Rapide Oued-Zem        | 16   |
| 2 | Karim El Berkaoui      | HUS Agadir             | 12   |
| 3 | Noah Sadaoui           | MC Oujda               | 11   |
| 4 | Joseph Guede           | AS FAR                 | 10   |
| 4 | Soufiane Rahimi        | Raja CA                | 10   |
| 4 | Reda Hajhouj           | OC Khouribga           | 10   |
| 4 | Mohamed Aziz           | RS Berkane             | 10   |
| 4 | Abdessamad El Mobaraky | Renaissance de Zemamra | 10   |
| 9 | Hamid Ahaddad          | Raja CA                | 9    |
| 9 | Jean-Joseph Kombous    | FUS de Rabat           | 9    |

Source: footendirect.com

### Meilleurs passeurs
|   | Passeurs                    | Club                   | Passes décisives |
| - | --------------------------- | ---------------------- | ---------------- |
| 1 | Abdessamad El Mobaraky      | Renaissance de Zemamra | 10               |
| 1 | Abdoulaye Diarra            | Rapide Oued-Zem        | 10               |
| 2 | Soufiane Rahimi             | Raja CA                | 9                |
| 3 | Mohsine Moutouali           | Raja CA                | 8                |
| 5 | Omar Namsaoui               | RS Berkane             | 7                |
| 5 | Reda Jaadi                  | FUS Rabat              | 7                |
| 5 | Abdelkhalek Ait Ourehbi     | CAY Berrechid          | 7                |
| 5 | Younès Houassi              | CAY Berrechid          | 7                |
| 9 | Badie Aouk                  | Wydad AC               | 6                |
| 9 | Aboubacar Ibrahima Toungara | FAR Rabat              | 6                |
| 9 | Omar Jerrari                | FAR Rabat              | 6                |